# کالین پاسکو
کالین پاسکو (انگلیسی: Colin Pascoe؛ زادهٔ ۹ آوریل ۱۹۶۵) بازیکن سابق فوتبال زادهٔ پورت تالبوت ولز است. از باشگاه‌هایی که در آن بازی کرده‌است می‌توان به بلکپول، سوانزی، و ساندرلند اشاره کرد.
پاسکو در ۳۱ ماه مهٔ ۲۰۱۲ با امضای قراردادی با باشگاه لیورپول به عنوان کمک مربی برندان راجرز در این باشگاه آغاز به کار کرد. در ۳۰ دسامبر همان سال نیز به دلیل سرماخوردگی برندان راجرز، کالین پاسکو به عنوان سرمربی هدایت این تیم را در بازی مقابل باشگاه کویینز پارک رنجرز به عهده گرفت.
کالین پاسکو در ژوئن ۲۰۱۵ از سمت کمک مربی در باشگاه لیورپول اخراج شد.